# Абдулрахман ал-Халиди
Абдулрахман Абдула ал-Бакр ал-Халиди е саудитски общественик и дисидент.

## Активизъм

### В Саудитска Арабия. Арабската пролет
За ранните години на Абдулрахман не се знае много. Роден е през 1993, в Рияд, столицата на Саудитска Арабия. Бил е студент по право, преди да започне активистката си дейност.
През 2011, по време на Арабската пролет, става активист и се бори за демократични промени в Саудитска Арабия. Включва се в кампанията „Затворник докога“ и започва разследвания за правата на затворниците (включително политическите такива).

### В Турция
В Саудитска Арабия Арабската пролет „умира“ през 2013. Според активисти тогава приятели на ал-Халиди започват да бъдат арестувани, в домовете им се извършват обиски и се иззема различна електротехника. Ал-Халиди напуска Саудитска Арабия и се установява в Истанбул, Турция и живее там в периода 2013 – 2021. Оттам продължава дейността си, жени се и участва в Движението на пчелите, в което е бил участник и сънародникът му Джамал Хашогджи, който е убит и нарязан на парчета на 8 октомври 2018 в консулството на Саудитска Арабия в Истанбул.

## Бежанец в България

### В дома за настаняване на бежанци България
След като не може да осигури документите, необходими за лечение на сина си, който е „почти сляп“, ал-Халиди решава да се премести в държава от Европейски съюз. В края на 2021 минава границата с България, за да потърси закрила. Кандидатства за убежище (което е негово право според българската Констутиция) и скоро го настаняват в дома за бежанци в Бусманци. От 2021 ал-Халиди многократно е искал да получи бежански статут и да бъде освободен от дома за настаняване на бежанци в Бусманци, но Държавната агенция за бежанците всеки път му отказва – а в едно от решенията ѝ пише, че в Саудитска Арабия вече няма опасност за дисидентите. За освобождаването му е държала реч Лина ал-Хадлул, сестра на Луджайн ал-Хадлул.
Макар да има диагностицирана тежка форма на депресия, да ползва антидепресанти и един неуспешен опит за самоубийство, не е освободен по медицински причини. По свои думи има проблеми със съня и кошмари, в които всичко е спокойно, но вижда „децата ми в ковчези!“, също – в които синът му е отвлечен и не може да го намери. „Понякога има моменти, в които не мога да различа реалността от сънищата, психически ми е трудно. Но се опитвам да оцелея“, казва той.
През май 2024 Абдулрахман ал-Халиди е бит от надзирателите в специалния дом, защото е опитал да даде храна на семейство. След спор с полицай се получава спречкване с няколко полицаи. „... и ме избутаха, така че да не се вижда на камерите. Избутаха ме към тоалетните. Започнаха да ме бият: единият ме държеше, а другият ме биеше. Бях притиснат в стената и усещах, че продължават да ме бият, вече в лицето“, заявява. След като разгласява това по медиите, от МВР излизат с позиция, че ал-Халиди е опитал да се самонарани в стена, полицаите са опитали да го спрат и тогава е станало спречкване.
На 5 юли 2024 започва гладна стачка, продължила 100 дни, в знак на протест срещу ДАБ. Януари 2024 съдът нарежда незабавно да бъде освободен, но ДАБ не признава решението и постановява ново такова.

### В очакване на експулсирането
През февруари получава заповед за експулсиране, която ал-Халиди обжалва, но на 21 октомври е потвърдена от Административен съд – София-град. Към декември ал-Халиди очаква да бъде експулсиран. Има полемика дали има опасност при връщането му в Саудитска Арабия. ДАБ не вижда такава опасност и не зачита решението на съда да бъде освободен заради ДАНС, откъдето твърдят, че ал-Халиди е опасност за българската национална сигурност.
„[Ако бъда експулсиран,] първо ще изчезна, след това ще ме измъчват дълго време и накрая ще ме екзекутират. Със сигурност ще ме екзекутират“, твърди Абдулрахман ал-Халиди.